# Psychoda imounctata
Psychoda imounctata és una espècie d'insecte dípter pertanyent a la família dels psicòdids que es troba a Àsia: l'Índia, incloent-hi Kerala.